# Disciple (album)
Disciples è il secondo album del cantante e chitarrista britannico Damian Wilson, pubblicato nel 2001.

## Tracce
1. Disciples – 8:02
2. Brightest Way – 1:22
3. Beating Inside – 10:10
4. What a Man Can Dream – 3:08
5. Never Close the Door – 6:50
6. Nothing Without You – 4:24
7. Part of Me – 4:36
8. Adam's Child – 5:05
9. Solomon – 14:37
10. Homegrown – 4:24
11. Grow Old With Me – 4:36

## Formazione
- Damian Wilson - voce, chitarra